# 遼寧青年足球隊
辽宁青年队隶属于辽宁省足球运动管理中心，2013年将参加中乙联赛和辽宁全运会。
球队组建于2011年10月，运动员平均年龄18岁，2012年，辽宁青年队分别获得全国U19联赛冠军和锦标赛的亚军，是国内青年队伍中的佼佼者。
球队主教练仓田安治曾在80年代代表日本国家队参加世界杯和奥运会比赛，并执教过多支日本J1、J2联赛的职业俱乐部，郭辉曾代表辽宁足球队和北京国安队征战中超联赛多年，现在球队中担任教练员兼运动员，守门员教练张昆是大连阿尔滨队冲甲、冲超的功勋教练。